# Marina Tamayo
Marina Tamayo Sort (Monterrey, 27 de septiembre de 1919 - Ciudad de México, 20 de septiembre de 2005) fue una actriz mexicana.

## Biografía y carrera
Marina Tamayo Sort nació el 27 de septiembre de 1919 en Monterrey, Nuevo León (México), siendo hija de Miguel Tamayo y Mercedes Sort. Su carrera como actriz inició en el teatro de revista, cuando este género se encontraba en su apogeo. Tiempo después lograría entrar al mundo cinematográfico, debutando en 1936 con la película Las mujeres mandan. 
Su vida dentro del mundo actuación sería corta, retirándose del mismo en 1942. Entre las cintas más destacadas en las que participó se encuentran Águila o sol (1937), Una luz en el camino (1938), En tiempos de don Porfirio (1939), Al son de la marimba (1940), y Cuando los hijos se van (1941).

## Muerte
Marina Tamayo falleció en 20 de septiembre de 2005 a causa de un infarto agudo de miocardio a los 85 años de edad, siendo sepultada en la cripta familiar del Panteón Español de la Ciudad de México junto a su esposo, Emilio Tuero.

## Filmografía
- 1942 Secreto eterno ... Lolita
- 1942  El ángel negro ... Elisa
- 1942 Simón Bolívar ... Manuela Sáenz
- 1942  Mil estudiantes y una muchacha ... Anita Soriano
- 1941  Cuando los hijos se van ... Amalia Rosales
- 1941  Al son de la marimba ... Margarita Escobar
- 1940  En tiempos de don Porfirio ... Carmen
- 1939 Una luz en mi camino
- 1939 Mujeres y toros
- 1939 Perfidia ... Virginia, hija de Adela
- 1938 Perjura ... Mercedes
- 1938 Guadalupe La Chinaca ... Guadalupe Avellaneda
- 1938  Águila o sol ... Adriana Águila
- 1937 Alma jarocha
- 1937 A la orilla de un palmar ... Paula
- 1937  ¡Esos hombres! ... Juana
- 1937 Las mujeres mandan ... Chayito Solares